# Титулярен състав на Арсенал през сезон 2009/10
Статията показва титулярния състав на ФК „Арсенал“ през сезон 2009/10 и схема на игра.

## Барнет 2 – 2 Арсенал
Схема на игра: 4-4-1-1
18 юли 2009 г.
Аршавин 43’; Беразит 51’

## Арсенал 2 – 1 Атлетико Мадрид
Схема на игра: 4-4-2
1 август 2009 г.
Аршавин 86’, 90’

## Арсенал 3 – 0 Рейнджърс
Схема на игра: 4-4-1-1
2 август 2009 г.
Уилшър 2’, 71’; Едуардо 11’

## Арсенал 2 – 0 УБА
Схема на игра: 4-4-2
22 септември 2009 г.
Уат 68’; Вела 76’

## Арсенал 2 – 1 Ливърпул
Схема на игра: 4-2-3-1
28 октомври 2009 г.
Мерида 19’, Бентнер 50’

## Манчестър Сити 3 – 0 Арсенал
Схема на игра: 4-4-2
2 декември 2009 г.

## Уест Хем 1 – 2 Арсенал
Схема на игра: 4-1-2-2-1
3 януари 2010 г.
Рамзи 78’; Едуардо 83’

## Сток Сити 3 – 1 Арсенал
Схема на игра: 4-3-3
24 януари 2010 г.
Денилсон 42’

## Селтик 0 – 2 Арсенал
Схема на игра: 4-1-2-3
18 август 2009 г.
Галас 43’; Колдуел 71’ (автогол)

## Арсенал 3 – 1 Селтик
Схема на игра:4-1-2-2-1
26 август 2009 г.
Едуардо 28’ (дузпа); Ебуе 53’; Аршавин 74

## Стандарт Лиеж 2 – 3 Арсенал
Схема на игра: 4-4-2
16 септември 2009 г.
Бентнер 45’; Вермален 79’; Едуардо 81’

## Арсенал 3 – 1 Олимпиакос
Схема на игра:4-1-2-2-1
29 септември 2009 г.
ван Перси 78’; Аршавин 86’;

## Аз Алкмаар 1 – 1 Арсенал
Схема на игра:4-1-2-2-1
20 октомври 2009 г.
Фабрегас 36’

## Арсенал 4 – 1 Аз Алкмаар
Схема на игра: 4-4-2
4 ноември 2009 г.
Фабрегас 25’, 52’; Насри 43’; Диаби 72’

## Арсенал 2 – 0 Стандарт Лиеж
Схема на игра: 4-1-2-3
24 ноември 2009 г.
Насри 35’, Денилсон 45'

## Олимпиакос 1 – 0 Арсенал
Схема на игра:4-1-2-2-1
9 декември 2009 г.

## Порто 2 – 1 Арсенал
Схема на игра:4-1-2-2-1
17 февруари 2010 г.
Кембъл 18’

## Арсенал 5 – 0 Порто
Схема на игра:4-1-2-2-1
9 март 2010 г.
Бентнер 10’, 25’, 90’(дузпа), Насри 63’, Ебуе 66’

## Арсенал 2 – 2 Барселона
Схема на игра: 4-2-3-1
31 май 2010 г.
Уолкът 69’, Фабрегас 85’ (дузпа)

## Барселона 4 – 1 Арсенал
Схема на игра: 4-2-3-1
6 април 2010 г.
Бентнер 18’

## Евертън 1 – 6 Арсенал
Схема на игра: 4-1-2-1-2
15 август 2009 г.
Денилсон 25’; Вермален 36’; Галас 40’; Фабрегас 47’, 69’; Едуардо 88’

## Арсенал 4 – 1 Портсмут
Схема на игра: 4-4-2
22 август 2009 г.
Диаби 17’, 21’; Галас 50’; Рамзи 67’

## Манчестър Юнайтед 2 – 1 Арсенал
Схема на игра: 4-2-3-1
29 август 2009 г.
Аршавин 40’

## Манчестър Сити 4 – 2 Арсенал
Схема на игра: 4-2-3-1
12 септември 2009 г.
ван Перси 62’; Росицки 88’

## Арсенал 4 – 0 Уигън
Схема на игра: 4-4-2
19 септември 2009 г.
Вермален 25’, 49’; Едуардо 59’; Фабрегас 90’

## Фулъм 0 – 1 Арсенал
Схема на игра: 4-2-3-1
26 септември 2009 г.
ван Перси 52’

## Арсенал 6 – 2 Блекбърн
Схема на игра:4-1-2-2-1
4 октомври 2009 г.
Вермален 17’; ван Перси 33’; Аршавин 37’; Фабрегас 57’; Уолкът 75’; Бентнер 89’;

## Арсенал 3 – 1 Бирмингам
Схема на игра:4-1-2-2-1
17 октомври 2009 г.
ван Перси 16’; Диаби 18’; Аршавин 85’

## Уест Хем 2 – 2 Арсенал
Схема на игра: 4-2-3-1
25 октомври 2009 г.
ван Перси 16’, Галас 37'

## Арсенал 3 – 0 Тотнъм
Схема на игра:4-1-2-2-1
31 октомври 2009 г.
ван Перси 42’,60’; Фабрегас 43’

## Улвърхамптън 1 – 4 Арсенал
Схема на игра: 4-3-3
7 ноември 2009 г.
Зубар 28’ (автогол), Крадок 35'(автогол), Фабрегас 45', Аршавин 66'

## Съндърланд 1 – 0 Арсенал
Схема на игра:4-1-2-2-1
21 ноември 2009 г.

## Арсенал 0 – 3 Челси
Схема на игра:4-1-2-2-1
29 ноември 2009 г.

## Арсенал 2 – 0 Сток Сити
Схема на игра:4-1-2-2-1
5 декември 2009 г.
Аршавин 26’, Рамзи 79'

## Ливърпул 1 – 2 Арсенал
Схема на игра:4-1-2-2-1
13 декември 2009 г.
Джонсън 50’ (автогол), Аршавин 58'

## Бърнли 1 – 1 Арсенал
Схема на игра:4-1-2-2-1
16 декември 2009 г.
Фабрегас 7’ (дузпа)

## Арсенал 3 – 0 Хъл Сити
Схема на игра: 4-2-3-1
19 декември 2009 г.
Денилсон 45’, Едуардо 59', Диаби 80'

## Арсенал 3 – 0 Астън Вила
Схема на игра:4-1-2-2-1
27 декември 2009 г.
Фабрегас 65’, 81’, Диаби 90’

## Портсмут 1 – 4 Арсенал
Схема на игра:4-1-2-2-1
30 декември 2009 г.
Едуардо 28’, Насри 42’, Рамзи 69’, Сонг 81’

## Арсенал 2 – 2 Евертън
Схема на игра:4-1-2-2-1
9 януари 2010 г.
Денилсон 28’, Росицки 90’

## Болтън 0 – 2 Арсенал
Схема на игра:4-1-2-2-1
17 януари 2010 г.
Фабрегас 28’, Мерида 78’

## Арсенал 4 – 2 Болтън
Схема на игра:4-1-2-2-1
20 януари 2010 г.
Росицки 44’, Фабрегас 52’, Вермаелен 65’, Аршавин 85’

## Астън Вила 0 – 0 Арсенал
Схема на игра:4-1-2-2-1
27 януари 2010 г.

## Арсенал 1 – 3 Манчестър Юнайтед
Схема на игра:4-1-2-2-1
31 януари 2010 г.
Вермаелен 80’

## Челси 2 – 0 Арсенал
Схема на игра:4-1-2-2-1
7 февруари 2010 г.

## Арсенал 1 – 0 Ливърпул
Схема на игра:4-1-2-2-1
10 февруари 2010 г.
Диаби 72’

## Арсенал 2 – 0 Съндърланд
Схема на игра:4-1-2-2-1
20 февруари 2010 г.
Бентнер 27’, Фабрегас 90’ (дузпа)

## Сток Сити 1 – 3 Арсенал
Схема на игра:4-1-2-2-1
27 февруари 2010 г.
Бентнер 32’, Фабрегас 90’ (дузпа), Вермаелен 90’

## Арсенал 3 – 1 Бърнли
Схема на игра:4-1-2-2-1
6 март 2010 г.
Фабрегас 34’, Уолкът 60’, Аршавин 90’

## Хъл Сити 1 – 2 Арсенал
Схема на игра:4-1-2-2-1
13 март 2010 г.
Аршавин 14’, Бентнер 90’

## Арсенал 2 – 0 Уест Хем
Схема на игра:4-1-2-2-1
20 март 2010 г.
Денилсон 5’, Фабрегас 83’ (дузпа)

## Бирмингам 1 – 1 Арсенал
Схема на игра:4-1-2-2-1
27 март 2010 г.
Насри 81’

## Арсенал 1 – 0 Улвърхемптън
Схема на игра:4-1-2-2-1
3 април 2010 г.
Бентнер 90’

## Тотнъм 2 – 1 Арсенал
Схема на игра: 4-4-2
14 април 2010 г.
Бентнер 85’

## Уигън 3 – 2 Арсенал
Схема на игра:4-1-2-2-1
18 април 2010 г.
Уолкът 41’, Силвестър 48’